# پردیس (تهران)
شهر جدید پَردیس مرکز شهرستان پردیس در ۱۷ کیلومتری شمال‌شرق شهر تهران در محور آزادراه پردیس-تهران قرار دارد. این شهر از شمال به رشته کوه البرز، از غرب به منطقه جاجرود و از شرق به بومهن محدود می‌شود. جمعیت این شهر براساس سرشماری سال ۱۳۹۵ ایران، 54325 نفر (۲۳٬۹۳۸ خانوار)، شامل ۳۶٬۹۳۳ مرد و ۳۶٬۴۳۰ زن است. جمعیت پردیس در سال ۱۳۸۵ برابر با ۲۵٬۳۶۰ نفر و در سال ۱۳۹۰ برابر با ۳۷٬۲۵۷ نفر بوده‌است.شهر پردیس دارای ۱۲ فاز می‌باشد.
فاز ۱و ۲ آن جز قدیمی‌ترین فازهای شهر پردیس می‌باشد. در دولت احمدی‌نژاد طرح مسکن مهر در شهر پردیس آغاز شد که اولین پروژه آن در فاز ۳ به نام شهرک پردیسان ثبت شد. فازهای ۵، ۸، ۹ و ۱۱ نیز در حال ساخت مسکن مهر نیز هستند که معروفترین فاز مسکن مهر در این شهر فاز ۸ و ۱۱ می‌باشد که بیشترین جمعیت در بین فاز های مسکن مهر به خود اختصاص داده است.

## ترابری

### آزادراه
آزادراه شهید قاسم سلیمانی (استان تهران) از بزرگراه شهید بابایی در شرق تهران آغاز و به پردیس دماوند ختم می‌شود. این آزاد راه در مسیر خود با جاده دماوند نیز در نقاط متعددی تلاقی دارد.
محور تهران-پردیس (بومهن)-رودهن، حلقه ارتباطی استان مازندران، بخشی از شهرهای استان گلستان و خراسان شمالی و همچنین شهرهای اقماری تهران از جمله پردیس است.
این آزادراه همراه با ۵ کیلومتر بزرگراه دارای ۱۸ پل بزرگ با ۵۸ دهانه و ۶۶ پل کوچک و همچنین ۴ تونل به طول ۵ هزار و ۴۷۷ متر (۵٫۵ کیلومتر) است که طول بزرگ‌ترین آن به ۱۶۵۰ متر می‌رسد.
آزادراه پردیس-تهران چهارخطه با پیش‌بینی خط کندرو در سربالایی‌ها و در بعضی فواصل پنج خطه با عرض زیرساخت ۲۸ متری به طول حدود ۲۳ کیلومتر، حداقل شعاع ۷۰۰ متر و حداکثر شیب شش درصد است.
در اجرای این پروژه ۳۲ درصد سرمایه‌گذاری از طرف بانک مسکن، ۱۸ درصد از سوی شرکت عمران شهر جدید پردیس، ۳۰ درصد از طرف وزارت راه و ترابری و ۲۰ درصد توسط سازمان توسعه راه‌های ایران انجام شده‌است. هزینه تمام شده برای این آزادراه ۱۵۹۸ میلیارد ریال از سوی وزارت راه و شهرسازی اعلام شد.
عملیات احداث این آزادراه به طول ۲۳ کیلومتر از ۱۵ تیر ۱۳۸۱ آغاز شده‌است و در نهم بهمن ۱۳۸۹ توسط رئیس‌جمهور وقت ایران محمود احمدی‌نژاد افتتاح شد. همچنین قرار است بزودی دو آزادراه کنارگذر شرقی تهران (چرمشهر-بومهن) و پردیس-آمل در این شهر جدید ایجاد شوند.

### مترو
متروی این شهر از سال ۱۴۰۰ آغاز شده که از ایستگاه متروی پایانه شرق جدید واقع در توسعه خط ۲ متروی تهران شروع شده و به موازات آزادراه پردیس-تهران به طول حدود ۲۴ کیلومتر به پردیس منتهی خواهد شد. بارها بازبینی، بررسی شده و مورد طرح‌های مطالعاتی قرار گرفته اما هنوز عملیات اجرایی آن شروع نشده‌است، طبق آخرین وعده «علیرضا جعفری» مدیرعامل شرکت عمران شهرهای جدید شهریور سال ۱۴۰۱ می‌بایست عملیات اجرایی آغاز می‌شده‌است.
«محسن منصوری» استاندار سابق تهران و معاون اجرایی رئیس‌جمهور در دولت سیزدهم در خصوص مترو پردیس می‌گوید: پروژه مترو پردیس نزدیک به ۲۰ هزار میلیارد تومان اعتبار لازم دارد، هنوز این پروژه را آغاز نکرده‌ایم و تأکید داریم، که ابتدا پروژه‌های نیمه تمام را تکمیل کنیم، اگر برای پردیس سرمایه‌گذار بیاید، کار شروع می‌شود، اما با اعتبارات دولتی فعلاً توان آغاز مترو پردیس را نداریم. در آبان ۱۴۰۱، علاءالدین ازوجی، رئیس سازمان برنامه و بودجه استان تهران در خصوص اجرای مترو دماوند نیز گفت: اتصال متروی تهران به پردیس و دماوند در برنامه کاری ما هست و از سازمان برنامه و بودجه کشور برای دریافت منابع پیگیری خواهیم کرد. با این حال پیش‌بینی می‌شود این مترو در سال ۱۴۰۴ پیشرفت فیزیکی آن به ۶۰ درصد برسد. این خط مترو سریع‌السیر می‌تواند نخستین قطعه از مترو-راه‌آهن تهران-آمل باشد.